# Gentianales
Gentianales is een botanische naam, voor een orde van tweezaadlobbige planten: de naam is gevormd uit de familienaam Gentianaceae. Een orde onder deze naam wordt regelmatig erkend door systemen voor plantentaxonomie.
In het APG-systeem (1998) en het APG II-systeem (2003) bestaat de groep uit de volgende families:
- orde Gentianales
  - familie Apocynaceae (Maagdenpalmfamilie)
  - familie Gelsemiaceae
  - familie Gentianaceae (Gentiaanfamilie)
  - familie Loganiaceae
  - familie Rubiaceae (Sterbladigenfamilie)

In het Cronquist-systeem (1981), waar de orde geplaatst werd in een onderklasse Asteridae, was de samenstelling enigszins anders, namelijk:
- orde Gentianales
  - familie Apocynaceae
  - familie Asclepiadaceae
  - familie Gentianaceae
  - familie Loganiaceae
  - familie Retziaceae
  - familie Saccifoliaceae

Het verschil met APG lijkt groter dan het is, omdat de planten in de families Asclepiadaceae en Saccifoliaceae wel degelijk in de orde blijven, maar door APG worden ingevoegd bij de families Apocynaceae respectievelijk Gentianaceae. De planten in de familie Gelsemiaceae zijn niet nieuw in de orde, maar waren bij Cronquist deel van de familie Loganiaceae. Wel nieuw in de orde zijn de Rubiaceae die bij Cronquist geplaatst waren in een naburige orde.